# Бутри
Бутри — село в Акушинском районе Дагестана.
Образует сельское поселение село Бутри как единственный населённый пункт в его составе.

## География
Расположено в 16 км к юго-востоку от села Акуша, на реке Дарголакотты (бассейн реки Акуша), на высоте около 2000 м.

## Население
| 1888  | 1895  | 1926  | 1939  | 1970  | 1989  | 2002  |
| ----- | ----- | ----- | ----- | ----- | ----- | ----- |
| 1294  | ↘1205 | ↘1097 | ↗1472 | ↘820  | ↘639  | ↗1242 |
| 2010  | 2012  | 2013  | 2014  | 2015  | 2016  | 2017  |
| ↘1097 | ↘1078 | ↘1050 | ↘1038 | ↘1029 | ↘1014 | ↘982  |
| 2018  | 2019  | 2020  | 2021  | 2023  | 2024  | 2025  |
| ↘965  | ↘945  | ↗958  | ↗1090 | ↘1087 | ↗1092 | ↗1094 |

## Этимология
По преданию, название происходит от даргинского слова «батур» (оставили). Связывается это с временами Надир-шаха(18 век). Когда его войска проходили через даргинские земли, то миновали этот аул. Человек, наблюдавший за движением войск, увидев это, стал кричать — батур, и с тех пор аул получил название от этого слова.
Бутри расположено в конце узкой долины, упирающейся в хребет, и как бы охраняет вход в ущелье. Вход в ущелье, долину и вообще всякий вход или выход называется «барт», откуда, согласно предположению лингвиста М. О. Османова, могло получиться «бутри».

## Природные ресурсы
Месторождения огнеупорных глин (близ села).

## Археология
Поселение (в 3 км к северо-западу от села).

## Известные уроженцы
- Муртузали Бутринский — врач.
- Саидов Магомед Раджабович (16 ноября 1967-2010, с.Бутри, респ Дагестан). подполковник милиции, начальник МРО по г.Кизляр УНП при МВД по РД. За свою службу был неоднократно награждён орденами и медалями, а также почетными грамотами. За мужество и самоотверженность, проявленные при исполнении служебного долга  дважды награждён «орденом мужества», последней из которой посмертно. Именем Саидова Магомеда Раджабовича названа средняя общеобразовательная школа, которую он закончил с отличием.